# ШШФ Улм 1846
ШШФ Улм 1846 (на немски: SSV Ulm 1846) е германски футболен отбор от град Улм. Основан е на 5 май 1970 г. след обединението на ТШГ Улм 1846 и 1. ШШФ Улм 1928, а под днешната си форма съществува от 9 март 2009 г., когато се отделя от едноименния спортен клуб. Най-големите успехи на Улм на национално ниво са участието на четвъртфинал за Купата на Германия през сезон 1981/82, където отпада след продължения от Бохум и третото място във Втора Бундеслига през сезон 1998/1999, след което идва и първото и единствено участие на отбора в Първа Бундеслига.

## История

### ТШГ Улм 1846
Историята на ШШФ Улм 1846 може да бъде проследена до 1894 г. Тогава, година след като един гимназиален учител за първи път представя футболната игра на жителите на Улм, е основан футболно подразделение в Приваттурнферайн Улм, което до присъединяването си към Съюза на южногерманските футболни отбори през 1904 г. играе само приятелски мачове. На 15 май 1909 г. футболистите напускат спортния клуб и основават ФФ Улм 1894, който добива популярност в страната през 30-те години на 20 век след участия в Гаулигата (най-високото ниво на футбола по това време) и Купа Чамер (предшественика на турнира за Купата на Германия). През 1939 г. ФФ Улм 1894 се обединява с ТБ Улм 1846 и ШпФгг Улм 1889 под името ТШГ Улм 1846. В следвоенните години отборът играе предимно в тогавашните първа и втора дивизия, а през 60-те години изпада във втора аматьорска дивизия (четвърто ниво на футбола).

### 1. ШШФ Улм 1928
През 30-те години 1. ШШФ Улм 1928 също участва в Гаулигата, като два пъти завършва на второ място в класирането. След Втората световна война отборът пада до четвъртото ниво на футбола в Германия. През 1954 г. тимът се качва едно ниво нагоре в първа аматьорска дивизия, а година по-късно я печели. През 1957 г. печели Купата на Вюртемберг.

### ШШФ Улм 1846
С обединението на ТШГ Улм 1846 и 1. ШШФ Улм 1928 през 1970 г. под името ШШФ Улм 1846 е създаден най-големият спортен клуб в Германия по това време, като членовете наброяват 8300. Обединението обаче не води до очакваното бързо изкачване в пирамидата на германския футбол, в продължение на десетина години Улм не успява да спечели промоция – въпреки четирите титли в първа дивизия на Аматьорското първенство на Вюртемберг, тимът губи в баражите за влизане във Втора Бундеслига Юг срещу шампионите на другите местни аматьорски първенства. След реформата преди сезон 1978/79, при която класиралите се на до пето място отбори в четирите местни аматьорски първенства (сред които е и Улм) са обединени в новосформираната Оберлига Баден-Вюртемберг, баражите за влизане във Втора Бундеслига Юг отпадат. Улм става шампион през 1979 г. и за първи път печели правото да играе във Втора Бундеслига.
В първия си сезон във Втора Бундеслига Юг Улм завършва на 16-о място от 20 отбора. След нови реформи в германския футбол северната и южната Втора Бундеслига са обединени в една от сезон 1981/82. Право на участие в нея имат отпадналите от Първа Бундеслига през предишния сезон и първите четири отбора от северната и южната Втора Бундеслига през предишния сезон, а останалите места се разпределят по формула на базата на представянето на отборите от двете първенства на Втора Бундеслига през предишните три сезона. Тъй като през сезон 1978/79 Улм не участва във Втора Бундеслига, а година по-късно е 16-и, оставането на отбора в обединената Втора Бундеслига на практика е възможно само ако тимът завърши поне на четвърто място през сезон 1980/81. Улм е близо до това постижение, тъй като в последния кръг се нуждае от собствена победа и загуба на конкурента за четвъртото място Щутгартер Кикерс; Кикерс обаче печелят своя мач и така „Врабчетата“ остават на пето място и се връщат в Оберлига Баден-Вюртемберг. Улм печели първенството още през следващия сезон, но заради обединението на Втора Бундеслига първенците в осемте Оберлиги играят баражи за разпределение на четири квоти. Заради по-лошата си голова разлика Улм остава на трето място в южната група. През следващия сезон отборът отново печели първо място в Оберлига Баден-Вюртемберг, но този път печели и южната група на баражите, а с това и промоция във Втора Бундеслига.
Третият си сезон във Втора Бундеслига „Врабчетата“ завършват на 13-о място, а през следващия сезон добрият старт и място в средата на класирането е последвано от 23 мача без победа и в крайна сметка отборът остава на последното място и изпада. Още през следващата година обаче Улм печели шампионата на Оберлига Баден-Вюртемберг и този път директна промоция във Втора Бундеслига. След още едно 13-о и едно 19-о място, тимът отново успява да се задържи във втора дивизия едва две години. Този път не следва бързо връщане във второто ниво на футбола в Германия, а напротив – през сезон 1989/90 Улм е на четири точки от изпадане в четвъртото ниво. През сезони 1992/93 и 1993/94 отборът отново печели Оберлига Баден-Вюртемберг, но няма късмет в баражите. След нова реформа в германския футбол четири Регионални лиги заместват осемте Оберлиги като трето ниво на футбола. През следващите няколко сезона в Регионална лига Юг Улм завършва в челото на класирането.
Под ръководството на Ралф Рангник Улм печели Регионална лига Юг през сезон 1997/98, а още през следващата година, въпреки че е смятан за един от основните кандидати за изпадане, тимът е на първо място във Втора Бундеслига след есенния полусезон. През зимната пауза Рангник постига договорка да поеме Щутгарт от лятото, а след оповестяване на новината отборът на Улм изиграва серия от мачове без победа и през март вече е едва пети, а Рангник подава оставка. Неговото място е заето от швейцареца Мартин Андермат, който успява да подобри представянето на отбора през пролетта и да завърши на трето място. По този начин Улм за първи път в историята си печели право на участие в Първа Бундеслига. Престоят на „Врабчетата“ там е кратък – само един сезон, а изпадането е драматично. Единадесет кръга преди края Улм печели изненадващо срещу третия Хамбургер ШФ и заема 12-ото място с 30 точки, бидейки по-близо до място, даващо право на участие в турнира за Купата на УЕФА, отколкото до зоната на изпадащите – намиращият се на 16-о място Айнтрахт Франкфурт има 22 точки. Пропадането на Улм започва с домакинската загуба от Байер Леверкузен с 1:9, а до последния кръг следват още шест загуби, две равенства и само една победа. В последния кръг Айнтрахт Франкфурт, Ханза Росток и Улм са отборите, които трябва да определят последния изпадащ, като Улм е с равен брой точки, но с по-лоша голова разлика с Ханза и на точка зад Айнтрахт, на когото вече са отнети две точки заради проблем с лиценза. Ханза печели своя последен мач срещу Шалке 04 и така Улм се нуждае само от победа в директния двубой срещу Айнтрахт. „Врабчетата“ обаче губят след гол от дузпа в последната минута и изпадат във Втора Бундеслига. Отборът на Улм поставя негативен рекорд по време на мача срещу Ханза от четвъртия кръг – за най-много червени картони в един мач от Първа Бундеслига: четирима играчи на „Врабчетата“ са изгонени, а освен тях на трибуните са изпратени и треньора Андермат и мениджъра Ерих Щеер; въпреки това Улм е близо до сензацията, защото с осем играча на терена успяват да изравнят в 79-ата минута, а победния гол за Ханза пада в 90-ата минута.
Следващите години са изключително тежки за Улм. През сезон 2000/01 отборът не само не успява да се задържи във Втора Бундеслига и финишира в зоната на изпадащите, но и не получава лиценз за Регионалната лига през следващия сезон и е обявен в несъстоятелност, като по този начин е принуден да играе във Фербандслига Вюртемберг – по този начин само в рамките на две години се озовава от първото в петото ниво на германския футбол. В края на август 2001 г. „Врабчетата“ все пак успяват да влязат в новините с позитивно постижение – след победата с 2:1 над Нюрнберг за Купата на Германия те се превръщат в първия петодивизионен отбор, който елиминира тим от Първа Бундеслига в този турнир. През същия сезон Улм финишира на второ място в класирането и след победа в баража стига до Оберлига Баден-Вюртемберг. През следващите няколко години тимът се разминава за малко с промоция в Регионалната лига, по това време трето ниво на Футбола. Това се случва през 2008 г., но след нова реформа в германския футбол и създаването на Трета лига, трите Регионални лиги вече представляват четвъртото ниво във футболната пирамида. На 12 юни 2008 г. в офисите на отбора влиза полиция, а срещу функиционери и играчи започва разследване за измама, укриване на данъци и нарушения на работното право, тъй като някои играчи с професионални договори са записани като безработни в бюрото по труда и получават социални помощи. В разгара на сезон 2008/09 футболното подразделение се отделя от спортния клуб, а в края на 2009 г. Улм е замесен в голям международен тото-скандал, като сред разследваните мачове са четири мача на „Врабчетата“ от края на сезон 2008/09, както и приятелския мач срещу Фенербахче (0:5). Няколко дни по-късно отборът гони трима хърватски футболисти, заподозрени за уреждане на въпросните мачове. След финансови затруднения, породени от липсата на спонсори и по-ниска от очакваната продажба на билети, в края на ноември 2011 г. клубът за втори път подава молба за откриване на производство по несъстоятелност, което води до автоматично изпадане в по-долна дивизия. Отборът започва сезон 2011/12 без дългове и въпреки малкия си бюджет успява да завърши на първо място в Оберлига Баден-Вюртемберг и да спечели промоция в Регионална лига Юг. „Врабчетата“ обаче не се задържат за дълго там, тъй като през 2014 г. нови дългове в размер на почти половин милион евро водят след себе си третото производство по несъстоятелност в историята на клуба и изпадане в Оберлига Баден-Вюртемберг.
Сезон 2015/16 се оказва по-добър за клуба и той, подсилен с футболисти от Втора и Трета Бундеслига печели за осми път шампионата на Оберлига Баден-Вюртемберг и се изкачва в Регионална лига Юг, където през следващите две години успява да се задържи в горната половина на класирането. През 2018 г. две събития белязват историята на Улм. Вратарят Холгер Бетц се отказва от футбола след като прекарва в отбора над 25 години, четири от които при юношите и 21 в първия отбор – постижение, което го превръща в германския футболист, прекарал най-много години в един отбор без прекъсване. В първия кръг от турнира за Купата на Германия „Врабчетата“ отстраняват носителя на трофея Айнтрахт Франкфурт, като това е едва петият случай в историята (и първи от над 20 години), когато носителят на купата отпада още в първия кръг.

## Успехи
- Втора Бундеслига:
  - Трето място (1): 1999
- Купа на Германия:
  - Четвъртфинал (1): 1982
- Германско аматьорско първенство:
  - Шампион (1): 1996
- Регионална лига Юг:
  - Шампион (1): 1998
- Оберлига Баден-Вюртемберг:
  - Шампион (8): 1979, 1982, 1983, 1986, 1993, 1994, 2012, 2016
  - Вицешампион (5): 1992, 2003, 2005, 2007, 2008
- Купа на Вюртемберг:
  - Носител (8): 1957 (като 1. ШШФ Улм 1928), 1982, 1983, 1992, 1994, 1995, 1997, 2018
  - Финалист (6): 1976, 1998, 2000 (с дублиращия отбор), 2001 (с дублиращия отбор), 2006, 2007
- Аматьорско първенство на Вюртемберг:
  - Шампион (7): 1946 (като ТШГ Улм 1846), 1950 (като ТШГ Улм 1846), 1955 (като 1. ШШФ Улм 1928), 1972, 1973, 1977, 1978
  - Вицешампион (2): 1956 (като 1. ШШФ Улм 1928), 1974
- Фербандслига Вюртемберг:
  - Вицешампион (1): 2002

## Рекорди
- Най-голяма победа: 13:0 срещу ШГФ Фрайберг, 13 август 2005 г.[11]
- Най-голяма загуба: 0:8 срещу Щутгартер Кикерс, 14 ноември 1987 г. и 1:9 срещу Байер Леверкузен, 18 март 2000 г.[11]
- Най-много мачове: Холгер Бетц, 508 (1997 – 2018)[12]
- Най-много мачове в Първа Бундеслига: Филип Лаукс, 34 (1999 – 2000)[13]
- Най-много голове: Драган Тркуля, 100 в 197 мача (1992 – 2002)[14]
- Най-много голове в Първа Бундеслига: Ханс ван де Хаар, 10 в 25 мача (1999 – 2000)[15]

## Известни футболисти
- Валтер Фолвайлер (1924 – 1933), на 17 години отбелязва 75 гола в рамките на един сезон[16]
- Волфганг Фариан (1960 – 1964), участник на Световното първенство през 1962 г.
- Дитер Хьонес (1967 – 1973), световен вицешампион на Световното първенство през 1986 г., играе за юношеските формации на Улм
- Драган Тркуля (1992 – 2002), голмайстор на Регионалните лиги през сезон 1995/1996 с 25 гола
- Лорис Кариус (2001 – 2005), финалист в Шампионската лига с Ливърпул, играе за юношите на Улм
- Марио Гомес (2000 – 2001), трикратен шампион на Германия с Щутгарт и Байерн Мюнхен, шампион на Турция с Бешикташ трето място на Световното първенство през 2010 г., вицешампион на Евро 2008, Футболист № 1 на Германия през 2007 г., играе за юношите на Улм
- Саша Рьослер (1992 – 2001)
- Томас Тухел (1994 – 1998), прекратява кариерата си заради контузия, по-късно става треньор на Майнц, Борусия Дортмунд и Пари Сен Жермен
- Тони Турек (1941 – 1943, 1947 – 1950), световен шампион с Германия през 1954 г.
- Ули Хьонес (1967 – 1970), световен шампион на Световното първенство през 1974 г.
- Ханс ван де Хаар (1999 – 2001), двукратен носител на Купата на Холандия с Утрехт
- Ханс Еберле (1946 – 1953), участник на Летните олимпийски игри през 1952 г.
- Януш Гора (1997 – 2002, 2003 – 2007), през втория си период в Улм е играещ помощник-треньор, по-късно става старши треньор на отбора

## Известни треньори
- Желко Чайковски (1971 – 1974)
- Йорг Бергер (1980 – 1981)
- Клаус Топмьолер (1988 – 1989)
- Ралф Рангник (1997 – 1999)
- Мартин Андермат (1999 – 2000)
- Маркус Зорг (2004 – 2007)
- Маркус Гисдол (2008 – 2009)